# Université de Dundee
L'université de Dundee (en anglais : University of Dundee) est une université britannique située à Dundee, en Écosse. Possédant officiellement le statut d'université depuis 1967, elle compte environ 18 000 étudiants dont 5 500 postgraduates.

## Histoire
Les origines de l'université remontent au collège universitaire basé à l'origine à Dundee ainsi qu'à l'université de St Andrews. Avec le développement de Dundee au XIXe siècle et l'afflux de population, le besoin d'une université au sein de la ville se faisait de plus en plus sentir. En 1881, le University College Dundee (Collège universitaire de Dundee) fut établi afin de "promouvoir l'éducation des personnes et développer l'étude des sciences, de la littérature et des beaux arts". Ce collège universitaire n'avait pas le droit de décerner de diplômes et pendant de nombreuses années, il ne préparait les étudiants que pour les examens passés à l'université de Londres.

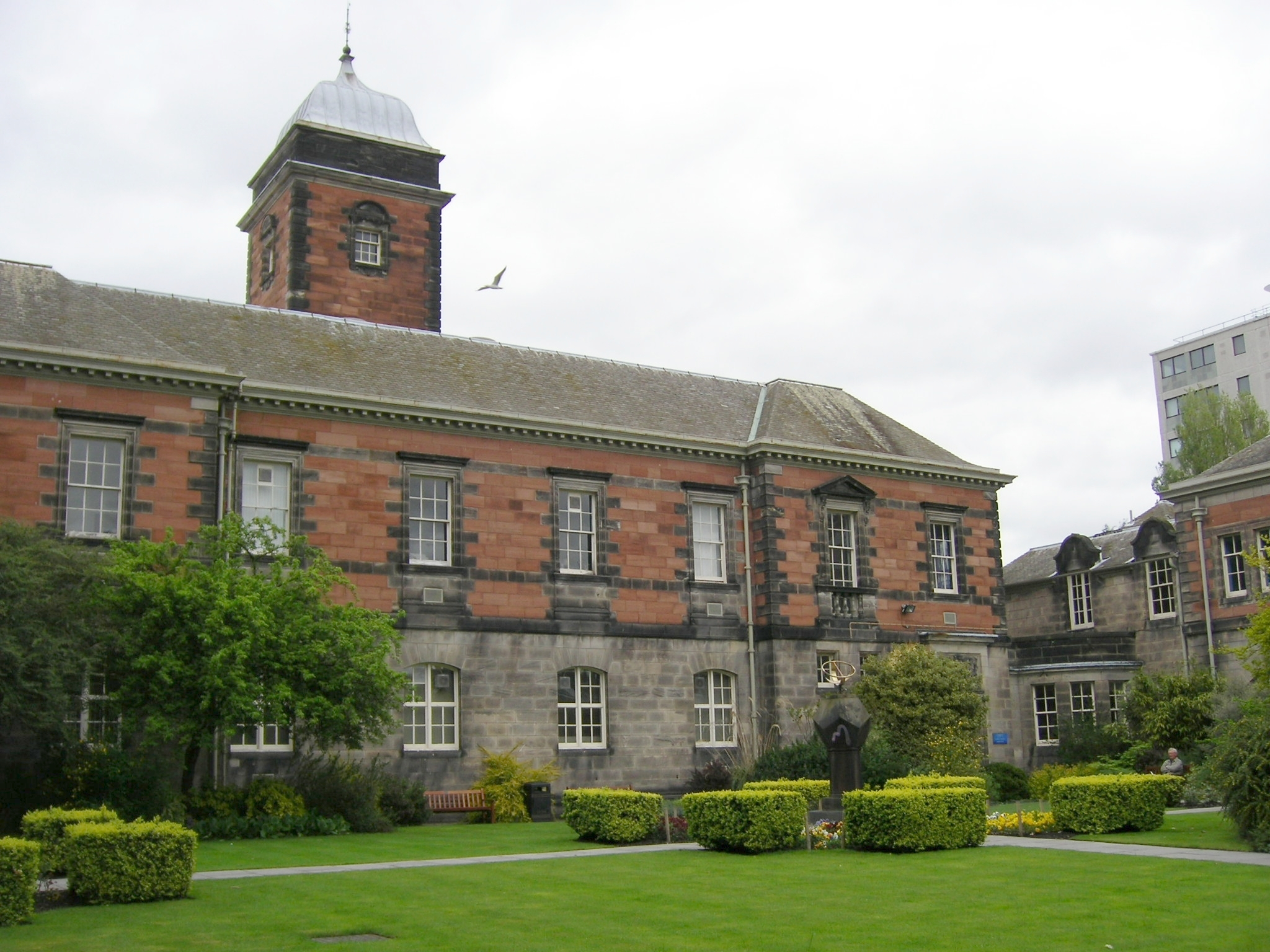
Université de Dundee.

En 1897, le collège universitaire de Dundee devint partie intégrante de l'université de St Andrews à Fife. Ainsi, St Andrew, installée dans un petit village et qui avait un effectif trop faible pour ouvrir une école de médecine, put atteindre une taille suffisante lui permettant d'en inaugurer une. Les étudiants en médecine avaient le choix de faire leurs études précliniques soit à Dundee soit à St Andrews (à la Bute Medical School) puis de suivre leurs études cliniques à Dundee. Avec le temps, l'enseignement du droit et de l'odontologie s'est concentré à Dundee. Cependant, les relations entre l'université de St Andrews et le University College Dundee étaient souvent tendues. En 1947, le principal du collège universitaire, Douglas Wimberley, a rédigé le Wimberley Memo, une analyse des relations entre St Andrews et Dundee qui a mené au rapport Cooper and Tedder de 1952. Ce rapport affirmait que l'intégration du University College à l'université de St Andrews ne pouvait plus durer. En 1954, après une commission royale, le University College fut renommé en Queen's College et les antennes de l'université de St Andrews situées à Dundee ont gagné un peu plus d'indépendance. Cependant, malgré l'intégration de la Dundee School of Economics au college, ce dernier restait une partie intégrante de l'université de St Andrews. Plus tard, le développement de l'enseignement supérieur a accru la pression sur le Queen's College de Dundee pour qu'il obtienne le statut d'université indépendante. Cette demande devint une évidence lorsqu'une université indépendante fut créé à Stirling (une ville plus petite que Dundee) et que deux nouvelles universités furent créées à Édimbourg et à Glasgow : l'université Heriot-Watt et l'université de Strathclyde.

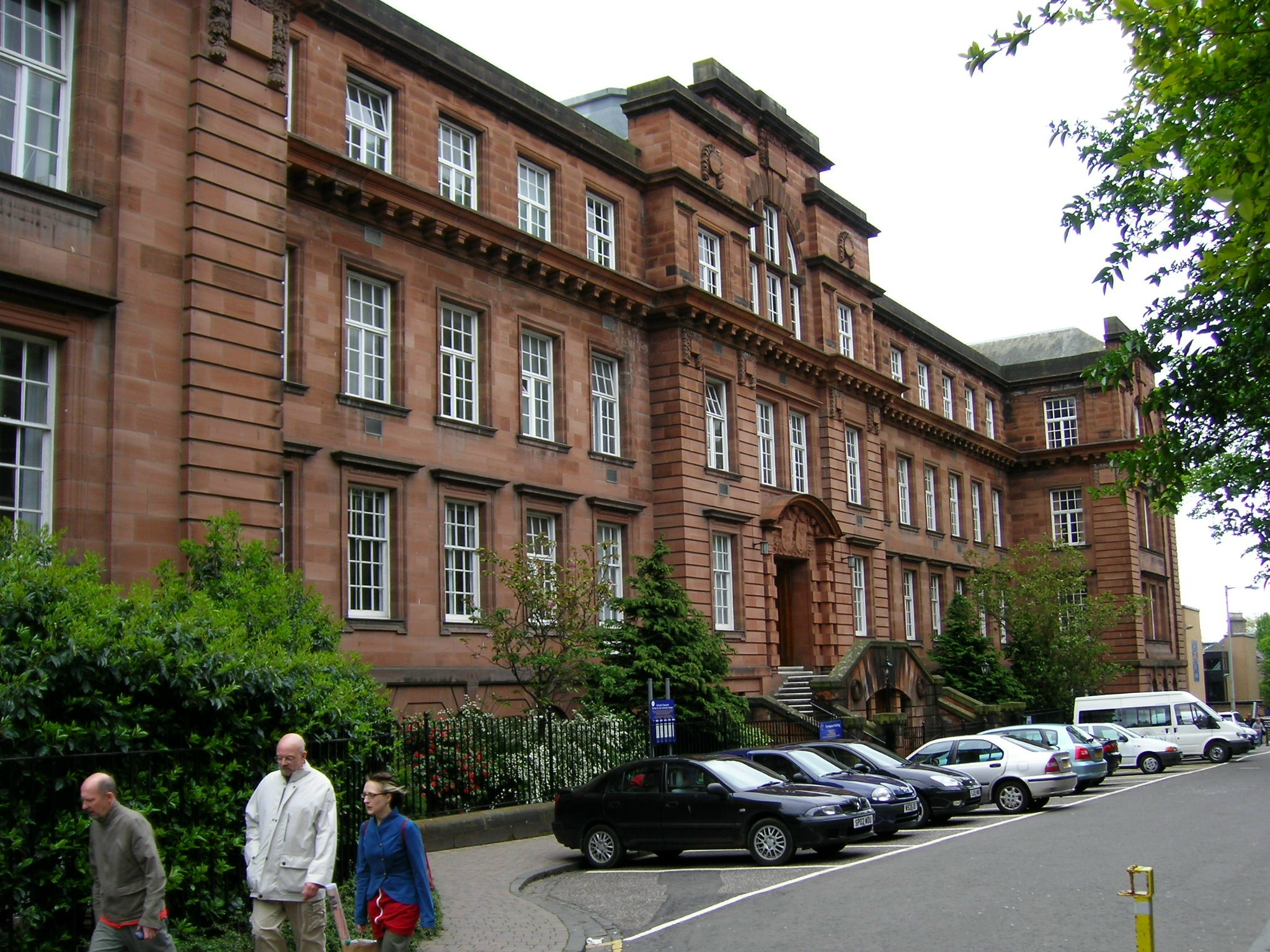
Bâtiment Scrymgeour abritant les départements de droit, comptabilité, psychologie et le Centre for Energy, Petroleum and Mineral Law and Policy.

En 1966, le conseil d'administration de St Andrews (appelé University Court en Écosse) ainsi que celui de Queen's College ont soumis une pétition au conseil privée de la Reine réclamant une charte royale afin d'établir l'université de Dundee. La demande a été acceptée et Queen's College est devenue l'université de Dundee le 1er août 1967.
L'université s'est grandement développée depuis qu'elle a acquis son statut et a commencé à proposer des cours en médecine, odontologie, droit (Dundee est la seule université britannique où les étudiants peuvent préparer un Bachelor of Laws en droit anglais ou en droit écossais), comptabilité, ... En 1974, une faculté de lettres (Faculty of Letters), ultérieurement renommée en faculté d'arts (Faculty of Arts) a été créée. La même année, l'université a commencé à valider certains diplômes du Duncan of Jordanstone College of Art and Design et en 1988, tous les diplômes proposés par cette institution étaient validés par l'université. En 1994, les deux institutions ont fusionné, le College of Art and Design devenant une faculté de l'université. En 1996, le Tayside College of Nursing et le Fife College of Health studies sont devenus membres de l'université et ont été renommés en School of Nursing and Midwifery. Pendant plusieurs années, le Dundee College of Education a décerné des diplômes de l'université de Dundee mais en décembre 2001, ce college a fusionné avec l'université pour créer la Faculty of Education and Social Work.
Bien que Dundee ne soit devenue une université indépendante qu'en 1967, elle partage la même structure que les ancient universities écossaises grâce à son statut d'ancien college de St Andrews et est donc à ce titre également considérée comme une Ancient University bien que le débat existe toujours pour déterminer à quel point cette université peut être mise au même plan que les 4 autres anciennes universités écossaises.
En 2005, le Times a décerné à l'université le titre de Higher Education Institution of the Year (Institut d'enseignement supérieur de l'année). Dundee est également citée parmi les meilleures universités écossaises.

## Chanceliers

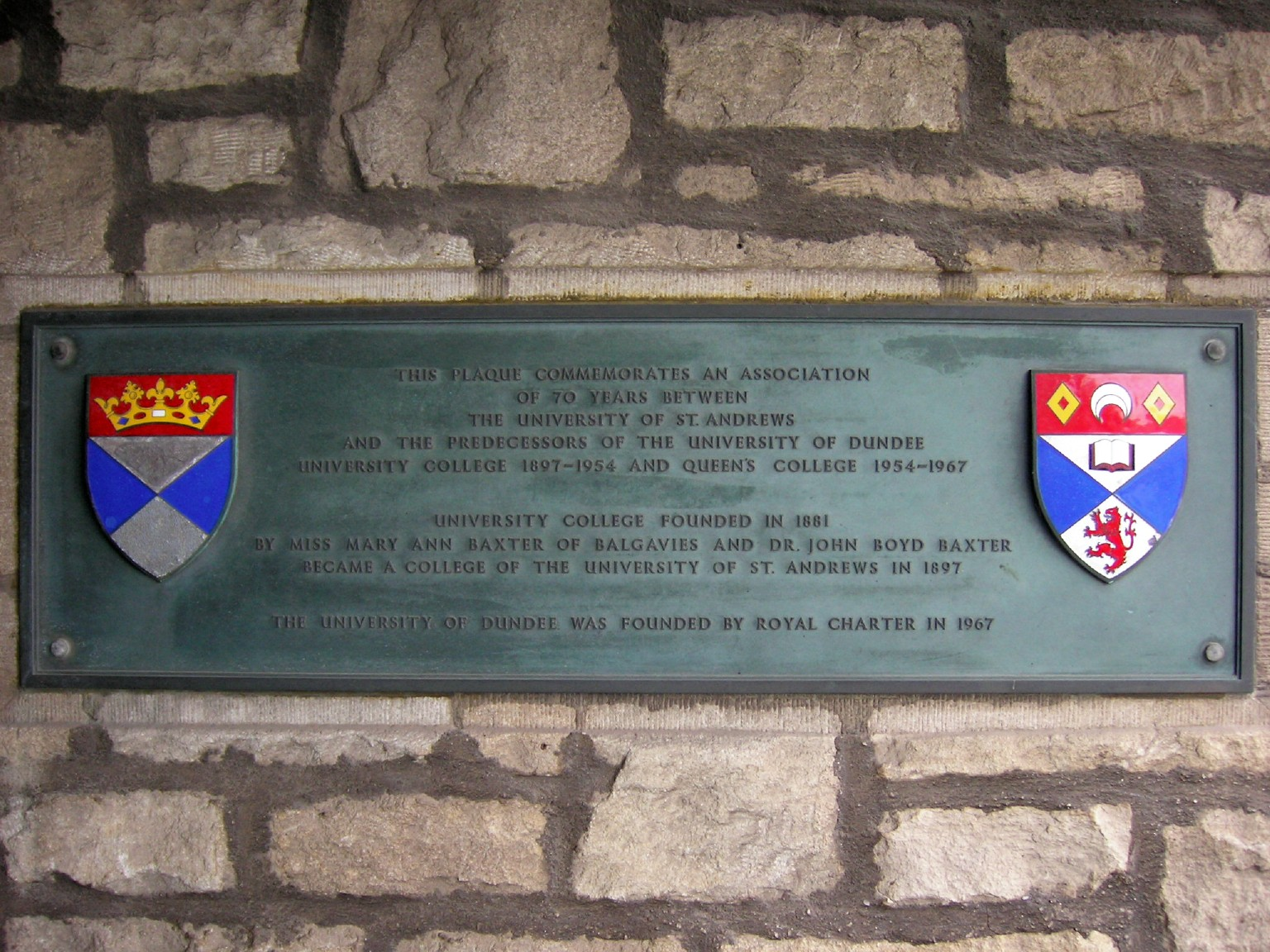
Plaque commémorant les liens de Dundee avec son université sœur, l'université de St Andrews.

- Sa Majesté la reine mère Elizabeth (1967-1977)
- Le 16e comte de Dalhousie (1977-1992)
- Sir James W. Black (1992-2006)
- Lord Narendra Patel (2006-2017)
- Dame Jocelyn Bell (depuis 2018)[1]

En mai 2006, James Black a pris sa retraite à l'âge de 82 ans et Lord Patel of Dunkeld lui a succédé.

## Travaux d'agrandissement
Environ 200 millions de livres sterling vont être dépensés pour la rénovation intégrale du campus principal, y compris les bâtiments de certaines résidences universitaires. La majorité des travaux doit être achevée pour 2007, coïncidant ainsi avec le 40e anniversaire de l'indépendance de l'université de Dundee. D'autres travaux sont également prévus pour agrandir le campus principal vers le sud.

## Personnalités notables de l'université
- Keith Campbell, le principal responsable du clonage de la brebis Dolly en 1996 y a obtenu son titre de docteur (PhD).
- Sir Robert Watson-Watt.
- George Robertson, homme politique et dixième secrétaire général de l'OTAN a été un des premiers étudiants diplômés de l'université de Dundee en 1968.
- Gary Lightbody, leader du groupe Snow Patrol, a été étudiant.
- Alberto Morrocco (1917 — 1998) a dirigé de 1950 à 1982 le Département de peinture du Duncan of Jordanstone College of Art and Design (en), désormais intégré à l'université et est fait doctorat honoris causa de l'université en 1980.
- Victoria Cowling, biologiste, lauréate de nombreux prix dont la médaille Women in Cell Biology Early Career de la British Society for Cell Biology en 2014.